# Squadra svedese di Fed Cup
La squadra svedese di Fed Cup rappresenta la Svezia nella Fed Cup, ed è posta sotto l'egida della Svenska Tennisförbundet.
La squadra partecipa alla competizione dal 1964, senza averla però mai vinta.
Nel 2010 le svedesi hanno preso parte al Group I della zona Euro-Africana sconfiggendo tutte e tre le squadre incluse nel proprio girone (Danimarca, Lettonia e Ungheria), l'Austria nello spareggio per l'ammissione ai World Group II Play-offs e, infine, la Cina nei World Group II Play-offs, conquistando quindi la promozione al World Group II nel 2011.
Nel 2011 la squadra è retrocessa nel gruppo I della zona Euro-Africana, la terza categoria della Fed Cup.

## Risultati
| = Incontro del Gruppo Mondiale |

### 2010-2019
| Anno | Turno                       | Data          | Sede               | Avversario    | Punteggio | Esito     |
| ---- | --------------------------- | ------------- | ------------------ | ------------- | --------- | --------- |
| 2010 | Gruppo I, Fase a gironi     | 3 febbraio    | Lisbona (PRT)      | Danimarca     | 2 – 1     | Vittoria  |
| 2010 | Gruppo I, Fase a gironi     | 4 febbraio    | Lisbona (PRT)      | Lettonia      | 2 – 1     | Vittoria  |
| 2010 | Gruppo I, Fase a gironi     | 5 febbraio    | Lisbona (PRT)      | Ungheria      | 3 – 0     | Vittoria  |
| 2010 | Gruppo I, Playoff           | 6 febbraio    | Lisbona (PRT)      | Austria       | 3 – 0     | Vittoria  |
| 2010 | Spareggi Gruppo Mondiale II | 25-26 aprile  | Helsingborg (SWE)  | Cina          | 3 – 2     | Vittoria  |
| 2011 | Gruppo Mondiale II          | 5-6 febbraio  | Helsingborg (SWE)  | Ucraina       | 2 – 3     | Sconfitta |
| 2011 | Spareggi Gruppo Mondiale II | 16-17 aprile  | Lugano (SUI)       | Svizzera      | 1 – 4     | Sconfitta |
| 2012 | Gruppo I, Fase a gironi     | 1º febbraio   | Eilat (ISR)        | Bosnia-E.     | 3 – 0     | Vittoria  |
| 2012 | Gruppo I, Fase a gironi     | 2 febbraio    | Eilat (ISR)        | Ungheria      | 2 – 1     | Vittoria  |
| 2012 | Gruppo I, Fase a gironi     | 3 febbraio    | Eilat (ISR)        | Grecia        | 2 – 1     | Vittoria  |
| 2012 | Gruppo I, Playoff           | 4 febbraio    | Eilat (ISR)        | Polonia       | 2 – 1     | Vittoria  |
| 2012 | Spareggi Gruppo Mondiale II | 21-22 aprile  | Borås (SWE)        | Gran Bretagna | 4 – 1     | Vittoria  |
| 2013 | Gruppo Mondiale II          | 9-10 febbraio | Buenos Aires (ARG) | Argentina     | 3 – 2     | Vittoria  |
| 2013 | Spareggi Gruppo Mondiale    | 20-21 aprile  | Delray Beach (USA) | Stati Uniti   | 2 – 3     | Sconfitta |
| 2014 | Gruppo Mondiale II          | 8-9 febbraio  | Borås (SWE)        | Polonia       | 2 – 3     | Sconfitta |
| 2014 | Spareggi Gruppo Mondiale II | 19-20 aprile  | Lidköping (SWE)    | Thailandia    | 4 – 0     | Vittoria  |
| 2015 | Gruppo Mondiale II          | 7-8 febbraio  | Helsingborg (SWE)  | Svizzera      | 1 – 3     | Sconfitta |
| 2015 | Spareggi Gruppo Mondiale II | 18-19 aprile  | Bratislava (SVK)   | Slovacchia    | 0 – 4     | Sconfitta |